# Famille Giral
Pour les articles homonymes, voir Giral (homonymie).
Les Giral sont une dynastie d'architectes et entrepreneurs montpelliérains, actifs de 1660 à la Révolution française. En l'espace de trois générations, les membres de cette famille édifient de nombreuses demeures pour les aristocrates et riches bourgeois languedociens : hôtels, châteaux, folies. Leurs travaux incluent aussi des commandes religieuses et publiques.
La qualité et la multiplicité des réalisations des Giral marquent de leur influence l'architecture montpelliéraine du XVIIIe siècle. Pour la plupart, ces réalisations font aujourd'hui l'objet d'un classement ou d'une inscription aux monuments historiques.

## Première génération

### Antoine Giral (vers 1638-1721)

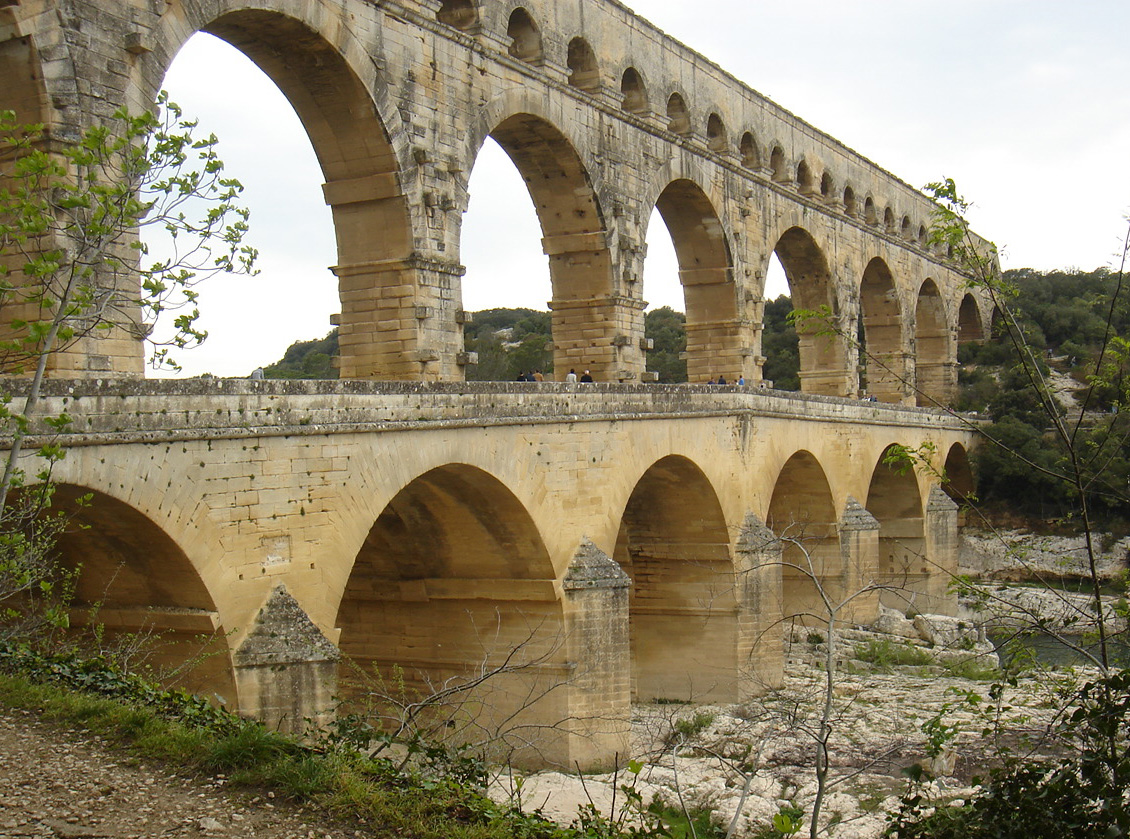
Les encorbellements du pont du Gard réalisés par Antoine Giral vers 1700 ont disparu lors des travaux d'Henri Pitot.

Antoine Giral est le fondateur de cette lignée. Fils de paysans des environs de Montpellier, il est au départ simple manœuvre. Dès les années 1670, on le retrouve qualifié de « maître-maçon », c'est-à-dire faisant partie d'une corporation et employant des compagnons et apprentis. Il a épousé la fille d'un architecte. Cette élévation sociale et ses capacités lui apportent des commandes importantes. Après 1680, il se prétend architecte mais il est vrai que, sous l'Ancien Régime, la frontière entre ce métier et celui de maître-maçon est floue.
De ses six enfants, trois deviendront architectes : Jean, Jacques et Étienne.
Parmi les travaux répertoriés d'Antoine Giral :
Sauf mentions contraires, les réalisations sont effectués dans la ville de Montpellier. (liste non exhaustive)
- 1671 : L'Hôtel de Lunas ou Hôtel d'Hébrard, situé au no 10 de la rue de la Valfère[3].
- 1672 : L'hôtel de Vivens dit aussi hôtel Pas de Beaulieu, situé au no 10 de la rue Saint-Firmin[4].
- 1675 : L'hôtel Gédéon Brutel dit aussi hôtel de Saint-Félix, situé au no 17 de la rue de l'Ancien Courrier[5].
- 1680 : L'hôtel de Montcalm (partiellement), situé au no 5 de la rue de la Friperie[6].
- 1681 : Le logis des recteurs de l'ancien collège des Jésuites[7], avec Jacques Cubisolle, qui est actuellement le Musée Fabre.
- 1683 : L'hôtel Verchant, situé au no 5 de la rue Embouque d'Or[8].
- 1696 à 1704 : La restauration de l'aqueduc du Pont du Gard, situé sur la commune de Vers-Pont-du-Gard (Gard)[9]
- La restauration de L'hôtel de Paul, situé à l'angle de la rue Foch et de la rue de la Valfère[10].
- La restauration, en 1705, à la demande de la Duchesse de Castries, Isabeau de Bonzi, de l'Église St Martin du Crès (34).[réf. nécessaire]

## Deuxième génération

### Jean Giral (1679-1755)

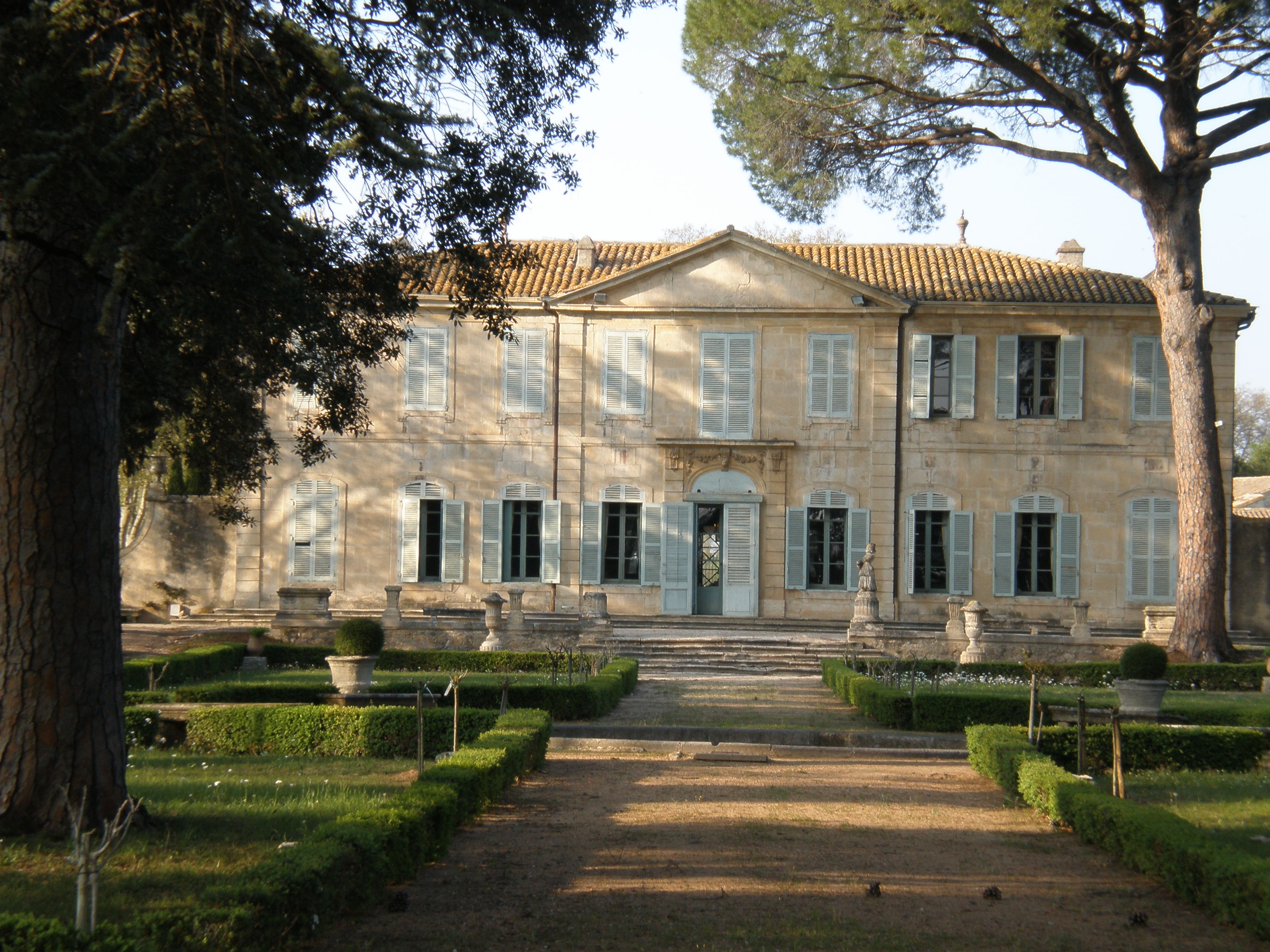
Le château de la Mogère, commencé en 1715 par Jean Giral.

Parmi les travaux répertoriés de Jean Giral :
Sauf mentions contraires, les réalisations sont effectués dans la ville de Montpellier. (liste non exhaustive)
- 1707 à 1730 : L'hôtel de Cambacérès-Murles, situé au no 3 de la rue Sainte-Croix[11].
- 1707 et 1748 : Construction de l'église paroissiale, actuellement basilique, Notre-Dame-des-Tables[7], situé au no 1 de la rue du Collège, en alternance avec le père jésuite Monestier[12].
- 1712 : L'hôtel des Trésoriers de la Bourse, situé au no 4 de la rue des Trésoriers-de-la-Bourse[13]
- 1715 : Le château de la Mogère, situé au no 2235 de la route de Vauguières[14].
- 1718 : L'hôtel de Ganges, actuelle préfecture, situé à la place des Martyrs-de-la-Résistance[15].
- 1723 à 1729 : Le château de la Mosson, situé à l'allée Bonnier de la Mosson[16].
- 1732 : L'hôtel Allut, situé au no 2 de la rue du Petit Saint-Jean[17].
- 1733 : La collégiale Saint-Jean, située à la rue des Chevaliers de Saint-Jean, sur la commune de Pézenas[18].
- 1746 et 1751 : Le bâtiment des incurables et l'agrandissement de l'église de l'hôpital Saint-Charles, situé à la place Albert Ier et au no 300 de la rue Auguste-Broussonnet[19].
- 1748 : Construction d'une poissonnerie à l'emplacement des Halles Castellane, avec ses frères Jacques et Étienne[20].

### Jacques Giral (1684-1749)
Fils cadet d'Antoine, Jacques Giral est qualifié d'architecte dans un procès-verbal de l'Académie royale de peinture. Il semble cependant qu'il n'ait jamais exercé. Élève de Charles de La Fosse, Jacques Giral est peintre du roi, membre de l'Académie royale de peinture. Il a un atelier et des élèves, dont le montpelliérain Joseph-Marie Vien (1716-1809). Ses seules contributions à l'architecture semblent être des plans et dessins d'élévations ou de fortifications. À l'occasion, il participe au décor des bâtiments construits par ses frères. Témoin, le plafond récemment restauré du tambour d'entrée de l'église du collège des Jésuites, construite par son aîné Jean, qui lui est attribué.

### Étienne Giral (1689-1763)
Dernier fils d'Antoine, Étienne Giral suit les traces paternelles. Il est cité en 1740 comme maître des ouvrages royaux de la ville et sénéchaussée de Montpellier. Mais s'il est un architecte reconnu, c'est surtout un homme d'affaires : propriétaire de la verrerie royale d'Hérépian, il possède en outre la concession des mines de charbon de la baronnie de Boussagues, près de La Tour-sur-Orb, au sujet de laquelle il intente de nombreux procès. Son œuvre architecturale est donc réduite et, du fait de sa fonction, concerne principalement des bâtiments et ouvrages publics. De son union avec Jeanne Azemar naîtra le plus connu — et le dernier — de cette dynastie d'architectes : Jean Antoine Giral.
Parmi les travaux répertoriés d'Étienne Giral :
Sauf mentions contraires, les réalisations sont effectués dans la ville de Montpellier. (liste non exhaustive)
- 1725 : Travaux de réparations au château des évêques de Montpellier, sur la commune de Lavérune[27] ;
- 1729 : L'église Saint-Martin, sur la commune de Lansargues[28] ;
- 1740 à 1749 : La façade et le grand clocher de l'église Saint-Pierre-aux-liens, située sur la commune de Gignac[29] ;
- 1748 : Construction d'une poissonnerie à l'emplacement des Halles Castellane, avec ses frères jean et jacques[20] ;
- La première promenade du Peyrou qui sera détruite pour laisser place à celle conçue par son fils Jean Antoine[30].

## Troisième génération

### David Giral (1710-1753)
Fils de Jean Giral.

### Jean Antoine Giral (1713-1787)

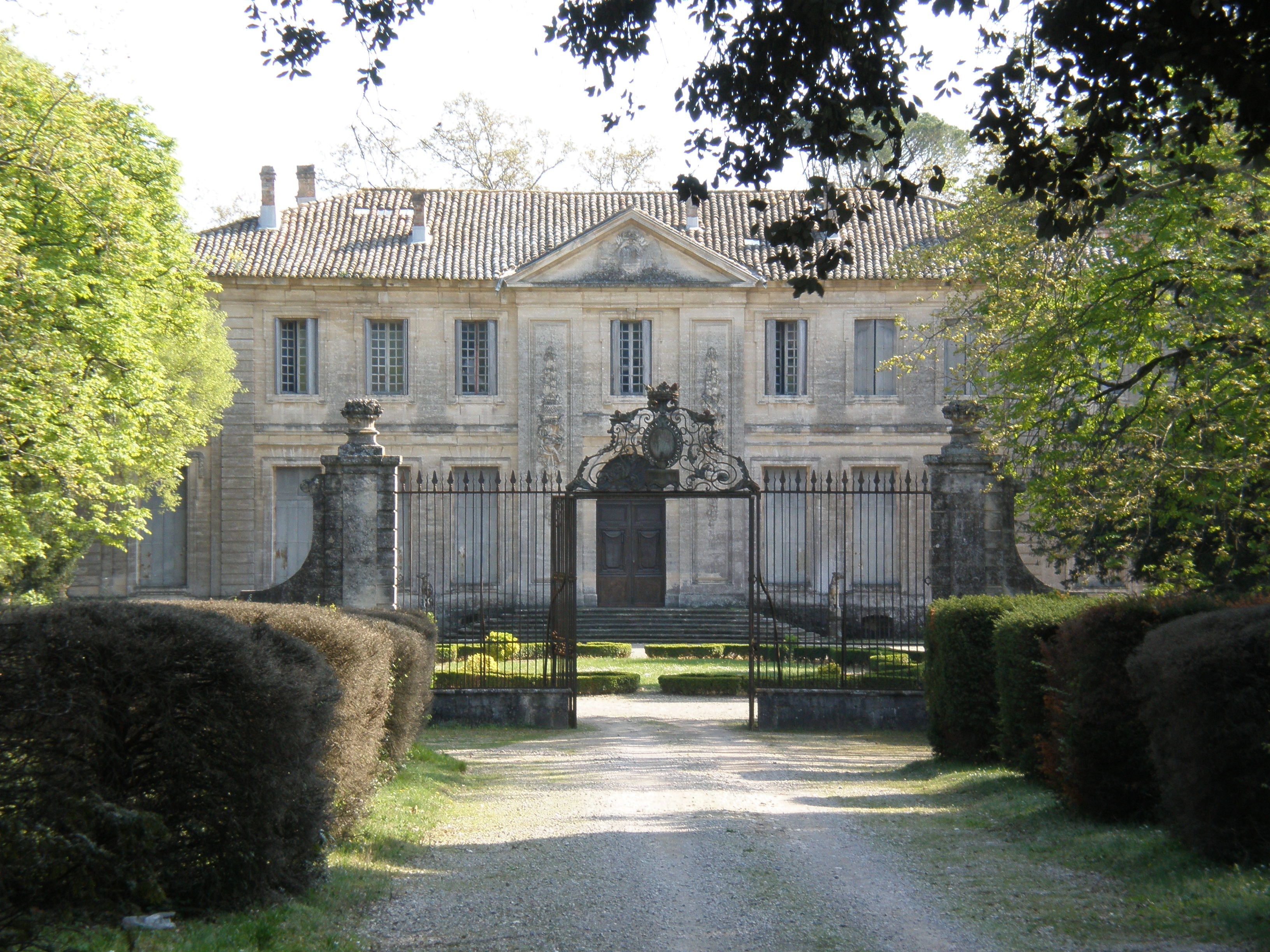
Le château de la Piscine de Jean Antoine Giral : l'idéal d'une vie champêtre au XVIIIe siècle.

Fils d'Étienne Giral et de Jeanne Azemar, Jean-Antoine est le mieux connu et le plus fréquemment cité de cette famille d'architectes. On lui attribue beaucoup, la qualité de ses commanditaires et le soin de ses réalisations l'expliquant peut-être. Les États du Languedoc le nomment architecte de la Province et lui confient la construction du Peyrou, promenade royale qui ne ressemblera en rien à celle qu'avait conçu son père [cf. supra]. Pour le récompenser de son travail, les États décident de lui servir une pension qui, à sa mort, passera en partie à sa veuve, Marie Bédaride.
Parmi les travaux répertoriés de Jean Antoine Giral :
Sauf mentions contraires, les réalisations sont effectués dans la ville de Montpellier. (liste non exhaustive)
- 1739 : La Collégiale Saint-Jean, situé à la rue des Chevaliers-de Saint-Jean, sur la commune de Pézenas (Hérault). Fonction d'architecte d'exécution avec le concours de Jacques Cavalier[33].
- 1750 : L'hôtel-Dieu Saint Eloi, actuellement le rectorat, situé au no 31 de la rue de l'Université. Fonction d'architecte[34].
- 1751 : L'hôtel Haguenot, situé au no 6 de la rue de la Merci et au no 3 de la rue Clapiès[35].
- 1752 à 1757 : L'hôtel Saint-Côme, ancien amphithéâtre d'anatomie, situé au no 32 de la Grand'rue Jean-Moulin[36].
- 1754 : Ancien prieuré dit « château » de Cassan[37], situé sur la commune de Roujan (Hérault).
- 1758 : Le château d'Assas[38], situé sur la commune d'Assas (Hérault).
- 1762 : Les jardins du château d'Ô, situé à l'avenue des Moulins, rond-point du château d'Ô. Fonction d'architecte des jardins[39].
- 1766 : La place Royale dite promenade du Peyrou. Avec les architectes : Augustin-Charles d'Aviler et Jacques Donnat[40].
- 1770 : Le château de la Piscine, situé au no 129 de l'avenue de Lodève. Fonction d'architecte[41].
- 1772 : Aqueduc en Saint-Clément, proche de la promenade du Peyrou. Fonction d'architecte[42].
- 1775 : Les jardins du château de Clary, le petit frère du Château d'Ô, consacré à la viticulture puisqu'érigé à Roquemaure, le berceau des vins de la Côte du Rhône, par le Vicomte de St Priest, alors intendant du Languedoc[réf. nécessaire].
- 1776 : L'hôtel de Guilleminet, situé au no 31 de la rue de l'Aiguillerie. Fonction d'architecte[43].
- 1778 : Le Pont de Villeneuve, sur la commune de Saint-Jean-de-Védas et de Villeneuve-lès-Maguelone, situé sur la route départementale no 612 (Hérault). Il permet de franchir la Mosson. Fonction d'architecte[44],[45].
- 1780 : La Cathédrale Saint-Pierre, située dans l'écusson, le centre de la vieille ville[46].